# British Home Championship 1958/59
De British Home Championship van 1958/59 was de 64e editie van de British Home Championship. Het toernooi werd gehouden van 4 oktober 1958 tot en met 22 april 1959. Noord-Ierland en Engeland werden kampioen.

## Eindstand
| Team          | Gsp | W | G | V | DV | DT | DS | Ptn |
| ------------- | --- | - | - | - | -- | -- | -- | --- |
| Noord-Ierland | 3   | 1 | 2 | 0 | 9  | 6  | +3 | 4   |
| Engeland      | 3   | 1 | 2 | 0 | 6  | 5  | +1 | 4   |
| Schotland     | 3   | 1 | 1 | 1 | 5  | 3  | +2 | 3   |
| Wales         | 3   | 0 | 1 | 2 | 3  | 9  | –6 | 1   |

## Wedstrijden
|                                                     |                                                   |       |                                        |                                                                                 |
| 4 oktober 1958 «onderlinge duels» 15:00 uur (UTC+1) | Noord-Ierland                                     | 3 – 3 | Engeland                               | Windsor Park, Belfast Toeschouwers: 58.000 Scheidsrechter: Bobby Davidson (SCO) |
| 4 oktober 1958 «onderlinge duels» 15:00 uur (UTC+1) | Billy Cush 16' Bertie Peacock 54' Tommy Casey 67' |       | 31', 77' Bobby Charlton 61' Tom Finney | Windsor Park, Belfast Toeschouwers: 58.000 Scheidsrechter: Bobby Davidson (SCO) |

|                                                    |       |                                                   |           |                                                                           |
| 18 oktober 1958 «onderlinge duels» 15:00 uur (UTC) | Wales | 0 – 3                                             | Schotland | Ninian Park, Cardiff Toeschouwers: 59.162 Scheidsrechter: Reg Leafe (ENG) |
| 18 oktober 1958 «onderlinge duels» 15:00 uur (UTC) |       | 30' Graham Leggat 65' Denis Law 79' Bobby Collins |           | Ninian Park, Cardiff Toeschouwers: 59.162 Scheidsrechter: Reg Leafe (ENG) |

|                                                      |                                  |       |                                          |                                                                              |
| 5 november 1958 «onderlinge duels» 14:45 uur (UTC+1) | Schotland                        | 2 – 2 | Noord-Ierland                            | Hampden Park, Glasgow Toeschouwers: 72.732 Scheidsrechter: Jack Clough (ENG) |
| 5 november 1958 «onderlinge duels» 14:45 uur (UTC+1) | David Herd 53' Bobby Collins 56' |       | 74' (e.d.) Eric Caldow 83' Jimmy McIlroy | Hampden Park, Glasgow Toeschouwers: 72.732 Scheidsrechter: Jack Clough (ENG) |

|                                                     |                          |       |                                       |                                                                                |
| 26 november 1958 «onderlinge duels» 14:00 uur (UTC) | Engeland                 | 2 – 2 | Wales                                 | Villa Park, Birmingham Toeschouwers: 41.581 Scheidsrechter: Albert Dusch (FRG) |
| 26 november 1958 «onderlinge duels» 14:00 uur (UTC) | Peter Broadbent 42', 75' |       | 15' Derek Tapscott 70' Ivor Allchurch | Villa Park, Birmingham Toeschouwers: 41.581 Scheidsrechter: Albert Dusch (FRG) |

|                                                  |                    |       |           |                                                                                   |
| 11 april 1959 «onderlinge duels» 15:00 uur (UTC) | Engeland           | 1 – 0 | Schotland | Wembley Stadium, Londen Toeschouwers: 98.329 Scheidsrechter: Joaquim Campos (POR) |
| 11 april 1959 «onderlinge duels» 15:00 uur (UTC) | Bobby Charlton 59' |       |           | Wembley Stadium, Londen Toeschouwers: 98.329 Scheidsrechter: Joaquim Campos (POR) |

|                                                  |                                                              |       |                    |                                                                               |
| 22 april 1959 «onderlinge duels» 18:45 uur (UTC) | Noord-Ierland                                                | 4 – 1 | Wales              | Windsor Park, Belfast Toeschouwers: 45.000 Scheidsrechter: Tiny Wharton (SCO) |
| 22 april 1959 «onderlinge duels» 18:45 uur (UTC) | Peter McParland 8', 78' Bertie Peacock 13' Jimmy McIlroy 32' |       | 88' Derek Tapscott | Windsor Park, Belfast Toeschouwers: 45.000 Scheidsrechter: Tiny Wharton (SCO) |